# بزياوات
البَزَّيَّاوَات أو الزيغينينات (الاسم العلمي: Zygaenoidea) هي فصيلة عليا من الحشرات يتبع رتيبة ذوات الخرطوم من رتبة حرشفيات الأجنحة.

## فصائل
- البزيات
  - الزيغينة
- الكفلاوية
  - الكفلاء
- Aididae
- Anomoeotidae
- Cyclotornidae
- Dalceridae
- Epipyropidae
- Heterogynidae
- Himantopteridae
- Lacturidae
- عثيات كأسية
- Phaudidae
- قصيرات الجسم